# Аксёз, Садык
Садык Аксёз (тур. Sadık Aksöz; род. 5 августа 1957, Анкара) — турецкий футболист, нападающий.

## Биография
Садык Аксёз родился 5 августа 1957 года в турецком городе Анкара.
Играл в футбол на позиции нападающего. В сезоне-1977/78 выступал за «Газиантепспор» во второй лиге.
В 1978—1986 годах защищал цвета «Анкарагюджю». В его составе в 1981 году завоевал Кубок и Суперкубок Турции. В сезоне-1982/83 полностью провёл 2 матча 1/16 финала Кубка обладателей кубков, в которых «Анкарагюджю» дважды проиграл ростовскому СКА — 0:3 и 0:2.
В 1981 году провёл 2 матча за сборную Турции в отборочном турнире чемпионата мира, мячей не забивал.

## Достижения

### Командные
«Анкарагюджю»
- Обладатель Кубка Турции (1): 1980/81.
- Суперкубок Турции (1): 1981.